# Phyllostachys acuta
Phyllostachys acuta är en gräsart som beskrevs av Cheng De Chu och Chi Son Chao. Phyllostachys acuta ingår i släktet Phyllostachys och familjen gräs. Inga underarter finns listade i Catalogue of Life.